# Giro d'Itàlia de 2018, etapes 15 a 21
Per a d'altres etapes podeu mirar: Giro d'Itàlia de 2018, etapes 1 a 7 i Giro d'Itàlia de 2018, etapes 8 a 14
El Giro d'Itàlia de 2018 va ser l'edició número 101 del Giro d'Itàlia i es disputà entre el 4 i el 27 de maig de 2018, amb un recorregut de 3 562,9 km distribuïts en 21 etapes, dues d'elles com a contrarellotge individual. La sortida es feia a Jerusalem i finalitzà a Roma.
| Llegenda       | Llegenda                                        | Llegenda     | Llegenda                                         |
| -------------- | ----------------------------------------------- | ------------ | ------------------------------------------------ |
| Mallot rosa    | El porta el líder de la Classificació general   | Mallot blau  | El porta el líder del Gran Premi de la muntanya  |
| Mallot violeta | El porta el líder de la Classificació per punts | Mallot blanc | El porta el líder de la Classificació dels joves |

## Etapa 15
Tolmezzo – Sappada, diumenge 20 de maig de 2018, 176km
| \| Classificació de l'etapa \| Classificació de l'etapa \| Classificació de l'etapa \| Classificació de l'etapa \| Classificació de l'etapa \| \| Corredor \| Corredor \| Equip \| Temps \| \| \| ------------------------ \| ----------------------------- \| ------------------------ \| ------------------------ \| ------------------------ \| \| 1r \| Simon Yates \| Mitchelton-Scott \| 4h 37' 56" \| \| \| 2n \| Miguel Ángel López Moreno \| Astana \| + 41" \| \| \| 3r \| Tom Dumoulin \| Team Sunweb \| + 41" \| \| \| 4t \| Domenico Pozzovivo \| Bahrain-Merida \| + 41" \| \| \| 5è \| Richard Carapaz Montenegro \| Movistar Team \| + 41" \| \| \| 6è \| Thibaut Pinot \| Groupama-FDJ \| + 41" \| \| \| 7è \| Alexandre Geniez \| AG2R La Mondiale \| + 1' 20" \| \| \| 8è \| Davide Formolo \| Bora-Hansgrohe \| + 1' 20" \| \| \| 9è \| Peio Bilbao López de Armentia \| Astana \| + 1' 20" \| \| \| 10è \| Sam Oomen \| Team Sunweb \| + 1' 20" \| \| |                               |                  |            |
| |                               |                  |            |
| Font: ProCyclingStats |                               |                  |            |
| Classificació de l'etapa |                               |                  |            |
| Corredor | Corredor                      | Equip            | Temps      |
| 1r | Simon Yates                   | Mitchelton-Scott | 4h 37' 56" |
| 2n | Miguel Ángel López Moreno     | Astana           | + 41"      |
| 3r | Tom Dumoulin                  | Team Sunweb      | + 41"      |
| 4t | Domenico Pozzovivo            | Bahrain-Merida   | + 41"      |
| 5è | Richard Carapaz Montenegro    | Movistar Team    | + 41"      |
| 6è | Thibaut Pinot                 | Groupama-FDJ     | + 41"      |
| 7è | Alexandre Geniez              | AG2R La Mondiale | + 1' 20"   |
| 8è | Davide Formolo                | Bora-Hansgrohe   | + 1' 20"   |
| 9è | Peio Bilbao López de Armentia | Astana           | + 1' 20"   |
| 10è | Sam Oomen                     | Team Sunweb      | + 1' 20"   |

| \| Classificació general \| Classificació general \| Classificació general \| Classificació general \| Classificació general \| \| Corredor \| Corredor \| Equip \| Temps \| \| \| --------------------- \| ----------------------------- \| --------------------- \| --------------------- \| --------------------- \| \| 1r \| Simon Yates \| Mitchelton-Scott \| 65h 57' 37" \| \| \| 2n \| Tom Dumoulin \| Team Sunweb \| + 2' 11" \| \| \| 3r \| Domenico Pozzovivo \| Bahrain-Merida \| + 2' 28" \| \| \| 4t \| Thibaut Pinot \| Groupama-FDJ \| + 2' 37" \| \| \| 5è \| Miguel Ángel López Moreno \| Astana \| + 4' 27" \| \| \| 6è \| Richard Carapaz Montenegro \| Movistar Team \| + 4' 47" \| \| \| 7è \| Christopher Froome \| Team Sky \| + 4' 52" \| \| \| 8è \| George Bennett \| LottoNL-Jumbo \| + 5' 34" \| \| \| 9è \| Peio Bilbao López de Armentia \| Astana \| + 5' 59" \| \| \| 10è \| Patrick Konrad \| Bora-Hansgrohe \| + 6' 13" \| \| |                               |                  |             |
| |                               |                  |             |
| Font: ProCyclingStats |                               |                  |             |
| Classificació general |                               |                  |             |
| Corredor | Corredor                      | Equip            | Temps       |
| 1r | Simon Yates                   | Mitchelton-Scott | 65h 57' 37" |
| 2n | Tom Dumoulin                  | Team Sunweb      | + 2' 11"    |
| 3r | Domenico Pozzovivo            | Bahrain-Merida   | + 2' 28"    |
| 4t | Thibaut Pinot                 | Groupama-FDJ     | + 2' 37"    |
| 5è | Miguel Ángel López Moreno     | Astana           | + 4' 27"    |
| 6è | Richard Carapaz Montenegro    | Movistar Team    | + 4' 47"    |
| 7è | Christopher Froome            | Team Sky         | + 4' 52"    |
| 8è | George Bennett                | LottoNL-Jumbo    | + 5' 34"    |
| 9è | Peio Bilbao López de Armentia | Astana           | + 5' 59"    |
| 10è | Patrick Konrad                | Bora-Hansgrohe   | + 6' 13"    |

## Etapa 16
Trento – Rovereto, dimarts 22 de maig de 2018, 34,2km (Contrarrellotge individual)
| \| Classificació de l'etapa \| Classificació de l'etapa \| Classificació de l'etapa \| Classificació de l'etapa \| Classificació de l'etapa \| \| Corredor \| Corredor \| Equip \| Temps \| \| \| ------------------------ \| -------------------------- \| ------------------------ \| ------------------------ \| ------------------------ \| \| 1r \| Rohan Dennis \| BMC Racing Team \| 40' 00" \| \| \| 2n \| Tony Martin \| Katusha-Alpecin \| + 14" \| \| \| 3r \| Tom Dumoulin \| Team Sunweb \| + 22" \| \| \| 4t \| Jos van Emden \| LottoNL-Jumbo \| + 27" \| \| \| 5è \| Christopher Froome \| Team Sky \| + 35" \| \| \| 6è \| Alex Dowsett \| Katusha-Alpecin \| + 40" \| \| \| 7è \| Chad Haga \| Team Sunweb \| + 47" \| \| \| 8è \| Fabio Aru[1] \| UAE Team Emirates \| + 57" \| \| \| 9è \| David de la Cruz Melgarejo \| Team Sky \| + 1' 01" \| \| \| 10è \| Vassil Kirienka \| Team Sky \| + 1' 04" \| \| |                            |                   |          |
| |                            |                   |          |
| Font: ProCyclingStats |                            |                   |          |
| Classificació de l'etapa |                            |                   |          |
| Corredor | Corredor                   | Equip             | Temps    |
| 1r | Rohan Dennis               | BMC Racing Team   | 40' 00"  |
| 2n | Tony Martin                | Katusha-Alpecin   | + 14"    |
| 3r | Tom Dumoulin               | Team Sunweb       | + 22"    |
| 4t | Jos van Emden              | LottoNL-Jumbo     | + 27"    |
| 5è | Christopher Froome         | Team Sky          | + 35"    |
| 6è | Alex Dowsett               | Katusha-Alpecin   | + 40"    |
| 7è | Chad Haga                  | Team Sunweb       | + 47"    |
| 8è | Fabio Aru                  | UAE Team Emirates | + 57"    |
| 9è | David de la Cruz Melgarejo | Team Sky          | + 1' 01" |
| 10è | Vassil Kirienka            | Team Sky          | + 1' 04" |

| \| Classificació general \| Classificació general \| Classificació general \| Classificació general \| Classificació general \| \| Corredor \| Corredor \| Equip \| Temps \| \| \| --------------------- \| ----------------------------- \| --------------------- \| --------------------- \| --------------------- \| \| 1r \| Simon Yates \| Mitchelton-Scott \| 66h 39' 14" \| \| \| 2n \| Tom Dumoulin \| Team Sunweb \| + 56" \| \| \| 3r \| Domenico Pozzovivo \| Bahrain-Merida \| + 3' 11" \| \| \| 4t \| Christopher Froome \| Team Sky \| + 3' 50" \| \| \| 5è \| Thibaut Pinot \| Groupama-FDJ \| + 4' 19" \| \| \| 6è \| Rohan Dennis \| BMC Racing Team \| + 5' 04" \| \| \| 7è \| Miguel Ángel López Moreno \| Astana \| + 5' 37" \| \| \| 8è \| Peio Bilbao López de Armentia \| Astana \| + 6' 02" \| \| \| 9è \| Richard Carapaz Montenegro \| Movistar Team \| + 6' 07" \| \| \| 10è \| Patrick Konrad \| Bora-Hansgrohe \| + 7' 13" \| \| |                               |                  |             |
| |                               |                  |             |
| Font: ProCyclingStats |                               |                  |             |
| Classificació general |                               |                  |             |
| Corredor | Corredor                      | Equip            | Temps       |
| 1r | Simon Yates                   | Mitchelton-Scott | 66h 39' 14" |
| 2n | Tom Dumoulin                  | Team Sunweb      | + 56"       |
| 3r | Domenico Pozzovivo            | Bahrain-Merida   | + 3' 11"    |
| 4t | Christopher Froome            | Team Sky         | + 3' 50"    |
| 5è | Thibaut Pinot                 | Groupama-FDJ     | + 4' 19"    |
| 6è | Rohan Dennis                  | BMC Racing Team  | + 5' 04"    |
| 7è | Miguel Ángel López Moreno     | Astana           | + 5' 37"    |
| 8è | Peio Bilbao López de Armentia | Astana           | + 6' 02"    |
| 9è | Richard Carapaz Montenegro    | Movistar Team    | + 6' 07"    |
| 10è | Patrick Konrad                | Bora-Hansgrohe   | + 7' 13"    |

## Etapa 17
Riva del Garda – Iseo, dimecres 23 de maig de 2018, 155km
| \| Classificació de l'etapa \| Classificació de l'etapa \| Classificació de l'etapa \| Classificació de l'etapa \| Classificació de l'etapa \| \| Corredor \| Corredor \| Equip \| Temps \| \| \| ------------------------ \| ------------------------ \| --------------------------- \| ------------------------ \| ------------------------ \| \| 1r \| Elia Viviani \| Quick-Step Floors \| 3h 19' 57" \| \| \| 2n \| Sam Bennett \| Bora-Hansgrohe \| + 0" \| \| \| 3r \| Niccolò Bonifazio \| Bahrain-Merida \| + 0" \| \| \| 4t \| Danny van Poppel \| LottoNL-Jumbo \| + 0" \| \| \| 5è \| Jens Debusschere \| Lotto-Soudal \| + 0" \| \| \| 6è \| Kristian Sbaragli \| Israel Cycling Academy \| + 0" \| \| \| 7è \| Jean-Pierre Drucker \| BMC Racing Team \| + 0" \| \| \| 8è \| Sacha Modolo \| EF Education First-Drapac \| + 0" \| \| \| 9è \| Andrea Vendrame \| Androni Giocattoli-Sidermec \| + 0" \| \| \| 10è \| José Gonçalves Maciel \| Katusha-Alpecin \| + 0" \| \| |                       |                             |            |
| |                       |                             |            |
| Font: ProCyclingStats |                       |                             |            |
| Classificació de l'etapa |                       |                             |            |
| Corredor | Corredor              | Equip                       | Temps      |
| 1r | Elia Viviani          | Quick-Step Floors           | 3h 19' 57" |
| 2n | Sam Bennett           | Bora-Hansgrohe              | + 0"       |
| 3r | Niccolò Bonifazio     | Bahrain-Merida              | + 0"       |
| 4t | Danny van Poppel      | LottoNL-Jumbo               | + 0"       |
| 5è | Jens Debusschere      | Lotto-Soudal                | + 0"       |
| 6è | Kristian Sbaragli     | Israel Cycling Academy      | + 0"       |
| 7è | Jean-Pierre Drucker   | BMC Racing Team             | + 0"       |
| 8è | Sacha Modolo          | EF Education First-Drapac   | + 0"       |
| 9è | Andrea Vendrame       | Androni Giocattoli-Sidermec | + 0"       |
| 10è | José Gonçalves Maciel | Katusha-Alpecin             | + 0"       |

| \| Classificació general \| Classificació general \| Classificació general \| Classificació general \| Classificació general \| \| Corredor \| Corredor \| Equip \| Temps \| \| \| --------------------- \| ----------------------------- \| --------------------- \| --------------------- \| --------------------- \| \| 1r \| Simon Yates \| Mitchelton-Scott \| 69h 59' 11" \| \| \| 2n \| Tom Dumoulin \| Team Sunweb \| + 56" \| \| \| 3r \| Domenico Pozzovivo \| Bahrain-Merida \| + 3' 11" \| \| \| 4t \| Christopher Froome \| Team Sky \| + 3' 50" \| \| \| 5è \| Thibaut Pinot \| Groupama-FDJ \| + 4' 19" \| \| \| 6è \| Rohan Dennis \| BMC Racing Team \| + 5' 04" \| \| \| 7è \| Miguel Ángel López Moreno \| Astana \| + 5' 37" \| \| \| 8è \| Peio Bilbao López de Armentia \| Astana \| + 6' 02" \| \| \| 9è \| Richard Carapaz Montenegro \| Movistar Team \| + 6' 07" \| \| \| 10è \| George Bennett \| LottoNL-Jumbo \| + 7' 01" \| \| |                               |                  |             |
| |                               |                  |             |
| Font: ProCyclingStats |                               |                  |             |
| Classificació general |                               |                  |             |
| Corredor | Corredor                      | Equip            | Temps       |
| 1r | Simon Yates                   | Mitchelton-Scott | 69h 59' 11" |
| 2n | Tom Dumoulin                  | Team Sunweb      | + 56"       |
| 3r | Domenico Pozzovivo            | Bahrain-Merida   | + 3' 11"    |
| 4t | Christopher Froome            | Team Sky         | + 3' 50"    |
| 5è | Thibaut Pinot                 | Groupama-FDJ     | + 4' 19"    |
| 6è | Rohan Dennis                  | BMC Racing Team  | + 5' 04"    |
| 7è | Miguel Ángel López Moreno     | Astana           | + 5' 37"    |
| 8è | Peio Bilbao López de Armentia | Astana           | + 6' 02"    |
| 9è | Richard Carapaz Montenegro    | Movistar Team    | + 6' 07"    |
| 10è | George Bennett                | LottoNL-Jumbo    | + 7' 01"    |

## Etapa 18
Abbiategrasso – Prato Nevoso, dijous 24 de maig de 2018, 196km
| \| Classificació de l'etapa \| Classificació de l'etapa \| Classificació de l'etapa \| Classificació de l'etapa \| Classificació de l'etapa \| \| Corredor \| Corredor \| Equip \| Temps \| \| \| ------------------------ \| ------------------------ \| ----------------------------- \| ------------------------ \| ------------------------ \| \| 1r \| Maximilian Schachmann \| Quick-Step Floors \| 4h 55' 42" \| \| \| 2n \| Rubén Plaza Molina \| Israel Cycling Academy \| + 10" \| \| \| 3r \| Mattia Cattaneo \| Androni Giocattoli-Sidermec \| + 16" \| \| \| 4t \| Christoph Pfingsten \| Bora-Hansgrohe \| + 1' 10" \| \| \| 5è \| Marco Marcato \| UAE Team Emirates \| + 1' 26" \| \| \| 6è \| Michael Mørkøv \| Quick-Step Floors \| + 1' 36" \| \| \| 7è \| Viatxeslav Kuznetsov \| Katusha-Alpecin \| + 1' 52" \| \| \| 8è \| Jos van Emden \| LottoNL-Jumbo \| + 3' 22" \| \| \| 9è \| Alex Turrin \| Wilier Triestina-Selle Italia \| + 3' 29" \| \| \| 10è \| Davide Ballerini \| Androni Giocattoli-Sidermec \| + 5' 09" \| \| |                       |                               |            |
| |                       |                               |            |
| Font: ProCyclingStats |                       |                               |            |
| Classificació de l'etapa |                       |                               |            |
| Corredor | Corredor              | Equip                         | Temps      |
| 1r | Maximilian Schachmann | Quick-Step Floors             | 4h 55' 42" |
| 2n | Rubén Plaza Molina    | Israel Cycling Academy        | + 10"      |
| 3r | Mattia Cattaneo       | Androni Giocattoli-Sidermec   | + 16"      |
| 4t | Christoph Pfingsten   | Bora-Hansgrohe                | + 1' 10"   |
| 5è | Marco Marcato         | UAE Team Emirates             | + 1' 26"   |
| 6è | Michael Mørkøv        | Quick-Step Floors             | + 1' 36"   |
| 7è | Viatxeslav Kuznetsov  | Katusha-Alpecin               | + 1' 52"   |
| 8è | Jos van Emden         | LottoNL-Jumbo                 | + 3' 22"   |
| 9è | Alex Turrin           | Wilier Triestina-Selle Italia | + 3' 29"   |
| 10è | Davide Ballerini      | Androni Giocattoli-Sidermec   | + 5' 09"   |

| \| Classificació general \| Classificació general \| Classificació general \| Classificació general \| Classificació general \| \| Corredor \| Corredor \| Equip \| Temps \| \| \| --------------------- \| ----------------------------- \| --------------------- \| --------------------- \| --------------------- \| \| 1r \| Simon Yates \| Mitchelton-Scott \| 75h 06' 24" \| \| \| 2n \| Tom Dumoulin \| Team Sunweb \| + 28" \| \| \| 3r \| Domenico Pozzovivo \| Bahrain-Merida \| + 2' 43" \| \| \| 4t \| Christopher Froome \| Team Sky \| + 3' 22" \| \| \| 5è \| Thibaut Pinot \| Groupama-FDJ \| + 4' 24" \| \| \| 6è \| Miguel Ángel López Moreno \| Astana \| + 4' 54" \| \| \| 7è \| Rohan Dennis \| BMC Racing Team \| + 5' 09" \| \| \| 8è \| Peio Bilbao López de Armentia \| Astana \| + 5' 54" \| \| \| 9è \| Richard Carapaz Montenegro \| Movistar Team \| + 5' 59" \| \| \| 10è \| Patrick Konrad \| Bora-Hansgrohe \| + 7' 05" \| \| |                               |                  |             |
| |                               |                  |             |
| Font: ProCyclingStats |                               |                  |             |
| Classificació general |                               |                  |             |
| Corredor | Corredor                      | Equip            | Temps       |
| 1r | Simon Yates                   | Mitchelton-Scott | 75h 06' 24" |
| 2n | Tom Dumoulin                  | Team Sunweb      | + 28"       |
| 3r | Domenico Pozzovivo            | Bahrain-Merida   | + 2' 43"    |
| 4t | Christopher Froome            | Team Sky         | + 3' 22"    |
| 5è | Thibaut Pinot                 | Groupama-FDJ     | + 4' 24"    |
| 6è | Miguel Ángel López Moreno     | Astana           | + 4' 54"    |
| 7è | Rohan Dennis                  | BMC Racing Team  | + 5' 09"    |
| 8è | Peio Bilbao López de Armentia | Astana           | + 5' 54"    |
| 9è | Richard Carapaz Montenegro    | Movistar Team    | + 5' 59"    |
| 10è | Patrick Konrad                | Bora-Hansgrohe   | + 7' 05"    |

## Etapa 19
Venaria Reale – Bardonescha, divendres 25 de maig de 2018, 184km
| \| Classificació de l'etapa \| Classificació de l'etapa \| Classificació de l'etapa \| Classificació de l'etapa \| Classificació de l'etapa \| \| Corredor \| Corredor \| Equip \| Temps \| \| \| ------------------------ \| ----------------------------- \| ------------------------ \| ------------------------ \| ------------------------ \| \| 1r \| Christopher Froome \| Team Sky \| 5h 12' 26" \| \| \| 2n \| Richard Carapaz Montenegro \| Movistar Team \| + 3' 00" \| \| \| 3r \| Thibaut Pinot \| Groupama-FDJ \| + 3' 07" \| \| \| 4t \| Miguel Ángel López Moreno \| Astana \| + 3' 12" \| \| \| 5è \| Tom Dumoulin \| Team Sunweb \| + 3' 23" \| \| \| 6è \| Sébastien Reichenbach \| Groupama-FDJ \| + 6' 13" \| \| \| 7è \| Davide Formolo \| Bora-Hansgrohe \| + 8' 22" \| \| \| 8è \| Sam Oomen \| Team Sunweb \| + 8' 23" \| \| \| 9è \| Patrick Konrad \| Bora-Hansgrohe \| + 8' 23" \| \| \| 10è \| Peio Bilbao López de Armentia \| Astana \| + 8' 23" \| \| |                               |                |            |
| |                               |                |            |
| Font: ProCyclingStats |                               |                |            |
| Classificació de l'etapa |                               |                |            |
| Corredor | Corredor                      | Equip          | Temps      |
| 1r | Christopher Froome            | Team Sky       | 5h 12' 26" |
| 2n | Richard Carapaz Montenegro    | Movistar Team  | + 3' 00"   |
| 3r | Thibaut Pinot                 | Groupama-FDJ   | + 3' 07"   |
| 4t | Miguel Ángel López Moreno     | Astana         | + 3' 12"   |
| 5è | Tom Dumoulin                  | Team Sunweb    | + 3' 23"   |
| 6è | Sébastien Reichenbach         | Groupama-FDJ   | + 6' 13"   |
| 7è | Davide Formolo                | Bora-Hansgrohe | + 8' 22"   |
| 8è | Sam Oomen                     | Team Sunweb    | + 8' 23"   |
| 9è | Patrick Konrad                | Bora-Hansgrohe | + 8' 23"   |
| 10è | Peio Bilbao López de Armentia | Astana         | + 8' 23"   |

| \| Classificació general \| Classificació general \| Classificació general \| Classificació general \| Classificació general \| \| Corredor \| Corredor \| Equip \| Temps \| \| \| --------------------- \| ----------------------------- \| --------------------- \| --------------------- \| --------------------- \| \| 1r \| Christopher Froome \| Team Sky \| 80h 21' 59" \| \| \| 2n \| Tom Dumoulin \| Team Sunweb \| + 40" \| \| \| 3r \| Thibaut Pinot \| Groupama-FDJ \| + 4' 17" \| \| \| 4t \| Miguel Ángel López Moreno \| Astana \| + 4' 57" \| \| \| 5è \| Richard Carapaz Montenegro \| Movistar Team \| + 5' 44" \| \| \| 6è \| Domenico Pozzovivo \| Bahrain-Merida \| + 8' 03" \| \| \| 7è \| Peio Bilbao López de Armentia \| Astana \| + 11' 08" \| \| \| 8è \| Patrick Konrad \| Bora-Hansgrohe \| + 12' 19" \| \| \| 9è \| George Bennett \| LottoNL-Jumbo \| + 12' 35" \| \| \| 10è \| Sam Oomen \| Team Sunweb \| + 14' 18" \| \| |                               |                |             |
| |                               |                |             |
| Font: ProCyclingStats |                               |                |             |
| Classificació general |                               |                |             |
| Corredor | Corredor                      | Equip          | Temps       |
| 1r | Christopher Froome            | Team Sky       | 80h 21' 59" |
| 2n | Tom Dumoulin                  | Team Sunweb    | + 40"       |
| 3r | Thibaut Pinot                 | Groupama-FDJ   | + 4' 17"    |
| 4t | Miguel Ángel López Moreno     | Astana         | + 4' 57"    |
| 5è | Richard Carapaz Montenegro    | Movistar Team  | + 5' 44"    |
| 6è | Domenico Pozzovivo            | Bahrain-Merida | + 8' 03"    |
| 7è | Peio Bilbao López de Armentia | Astana         | + 11' 08"   |
| 8è | Patrick Konrad                | Bora-Hansgrohe | + 12' 19"   |
| 9è | George Bennett                | LottoNL-Jumbo  | + 12' 35"   |
| 10è | Sam Oomen                     | Team Sunweb    | + 14' 18"   |

## Etapa 20
Susa – Breuil-Cervinia, dissabte 26 de maig de 2018, 214km
| \| Classificació de l'etapa \| Classificació de l'etapa \| Classificació de l'etapa \| Classificació de l'etapa \| Classificació de l'etapa \| \| Corredor \| Corredor \| Equip \| Temps \| \| \| ------------------------ \| -------------------------- \| ------------------------ \| ------------------------ \| ------------------------ \| \| 1r \| Mikel Nieve Iturralde \| Mitchelton-Scott \| 5h 43' 48" \| \| \| 2n \| Robert Gesink \| LottoNL-Jumbo \| + 2' 17" \| \| \| 3r \| Felix Großschartner \| Bora-Hansgrohe \| + 2' 42" \| \| \| 4t \| Giulio Ciccone \| Bardiani CSF \| + 3' 45" \| \| \| 5è \| Gianluca Brambilla \| Trek-Segafredo \| + 5' 23" \| \| \| 6è \| Wout Poels \| Team Sky \| + 6' 03" \| \| \| 7è \| Christopher Froome \| Team Sky \| + 6' 03" \| \| \| 8è \| Davide Formolo \| Bora-Hansgrohe \| + 6' 03" \| \| \| 9è \| Domenico Pozzovivo \| Bahrain-Merida \| + 6' 03" \| \| \| 10è \| Richard Carapaz Montenegro \| Movistar Team \| + 6' 03" \| \| |                            |                  |            |
| |                            |                  |            |
| Font: ProCyclingStats |                            |                  |            |
| Classificació de l'etapa |                            |                  |            |
| Corredor | Corredor                   | Equip            | Temps      |
| 1r | Mikel Nieve Iturralde      | Mitchelton-Scott | 5h 43' 48" |
| 2n | Robert Gesink              | LottoNL-Jumbo    | + 2' 17"   |
| 3r | Felix Großschartner        | Bora-Hansgrohe   | + 2' 42"   |
| 4t | Giulio Ciccone             | Bardiani CSF     | + 3' 45"   |
| 5è | Gianluca Brambilla         | Trek-Segafredo   | + 5' 23"   |
| 6è | Wout Poels                 | Team Sky         | + 6' 03"   |
| 7è | Christopher Froome         | Team Sky         | + 6' 03"   |
| 8è | Davide Formolo             | Bora-Hansgrohe   | + 6' 03"   |
| 9è | Domenico Pozzovivo         | Bahrain-Merida   | + 6' 03"   |
| 10è | Richard Carapaz Montenegro | Movistar Team    | + 6' 03"   |

| \| Classificació general \| Classificació general \| Classificació general \| Classificació general \| Classificació general \| \| Corredor \| Corredor \| Equip \| Temps \| \| \| --------------------- \| ----------------------------- \| --------------------- \| --------------------- \| --------------------- \| \| 1r \| Christopher Froome \| Team Sky \| 86h 11' 50" \| \| \| 2n \| Tom Dumoulin \| Team Sunweb \| + 46" \| \| \| 3r \| Miguel Ángel López Moreno \| Astana \| + 4' 57" \| \| \| 4t \| Richard Carapaz Montenegro \| Movistar Team \| + 5' 44" \| \| \| 5è \| Domenico Pozzovivo \| Bahrain-Merida \| + 8' 03" \| \| \| 6è \| Peio Bilbao López de Armentia \| Astana \| + 11' 50" \| \| \| 7è \| Patrick Konrad \| Bora-Hansgrohe \| + 13' 01" \| \| \| 8è \| George Bennett \| LottoNL-Jumbo \| + 13' 17" \| \| \| 9è \| Sam Oomen \| Team Sunweb \| + 14' 18" \| \| \| 10è \| Davide Formolo \| Bora-Hansgrohe \| + 15' 16" \| \| |                               |                |             |
| |                               |                |             |
| Font: ProCyclingStats |                               |                |             |
| Classificació general |                               |                |             |
| Corredor | Corredor                      | Equip          | Temps       |
| 1r | Christopher Froome            | Team Sky       | 86h 11' 50" |
| 2n | Tom Dumoulin                  | Team Sunweb    | + 46"       |
| 3r | Miguel Ángel López Moreno     | Astana         | + 4' 57"    |
| 4t | Richard Carapaz Montenegro    | Movistar Team  | + 5' 44"    |
| 5è | Domenico Pozzovivo            | Bahrain-Merida | + 8' 03"    |
| 6è | Peio Bilbao López de Armentia | Astana         | + 11' 50"   |
| 7è | Patrick Konrad                | Bora-Hansgrohe | + 13' 01"   |
| 8è | George Bennett                | LottoNL-Jumbo  | + 13' 17"   |
| 9è | Sam Oomen                     | Team Sunweb    | + 14' 18"   |
| 10è | Davide Formolo                | Bora-Hansgrohe | + 15' 16"   |

## Etapa 21
Roma – Roma, diumenge 27 de maig de 2018, 115km
| \| Classificació de l'etapa \| Classificació de l'etapa \| Classificació de l'etapa \| Classificació de l'etapa \| Classificació de l'etapa \| \| Corredor \| Corredor \| Equip \| Temps \| \| \| ------------------------ \| ------------------------ \| --------------------------- \| ------------------------ \| ------------------------ \| \| 1r \| Sam Bennett \| Bora-Hansgrohe \| 2h 50' 49" \| \| \| 2n \| Elia Viviani \| Quick-Step Floors \| + 0" \| \| \| 3r \| Jean-Pierre Drucker \| BMC Racing Team \| + 0" \| \| \| 4t \| Baptiste Planckaert \| Katusha-Alpecin \| + 0" \| \| \| 5è \| Manuel Belletti \| Androni Giocattoli-Sidermec \| + 0" \| \| \| 6è \| Sacha Modolo \| EF Education First-Drapac \| + 0" \| \| \| 7è \| Niccolò Bonifazio \| Bahrain-Merida \| + 0" \| \| \| 8è \| Clément Venturini \| AG2R La Mondiale \| + 0" \| \| \| 9è \| Paolo Simion \| Bardiani CSF \| + 0" \| \| \| 10è \| Fabio Sabatini \| Quick-Step Floors \| + 0" \| \| \| 10è \| Jan Polanc \| UAE Team Emirates \| + 0" \| \| |                     |                             |            |
| |                     |                             |            |
| Font: ProCyclingStats |                     |                             |            |
| Classificació de l'etapa |                     |                             |            |
| Corredor | Corredor            | Equip                       | Temps      |
| 1r | Sam Bennett         | Bora-Hansgrohe              | 2h 50' 49" |
| 2n | Elia Viviani        | Quick-Step Floors           | + 0"       |
| 3r | Jean-Pierre Drucker | BMC Racing Team             | + 0"       |
| 4t | Baptiste Planckaert | Katusha-Alpecin             | + 0"       |
| 5è | Manuel Belletti     | Androni Giocattoli-Sidermec | + 0"       |
| 6è | Sacha Modolo        | EF Education First-Drapac   | + 0"       |
| 7è | Niccolò Bonifazio   | Bahrain-Merida              | + 0"       |
| 8è | Clément Venturini   | AG2R La Mondiale            | + 0"       |
| 9è | Paolo Simion        | Bardiani CSF                | + 0"       |
| 10è | Fabio Sabatini      | Quick-Step Floors           | + 0"       |
| 10è | Jan Polanc          | UAE Team Emirates           | + 0"       |

| \| Classificació general \| Classificació general \| Classificació general \| Classificació general \| Classificació general \| \| Corredor \| Corredor \| Equip \| Temps \| \| \| --------------------- \| ----------------------------- \| --------------------- \| --------------------- \| --------------------- \| \| 1r \| Christopher Froome \| Team Sky \| 89h 02' 39" \| \| \| 2n \| Tom Dumoulin \| Team Sunweb \| + 46" \| \| \| 3r \| Miguel Ángel López Moreno \| Astana \| + 4' 57" \| \| \| 4t \| Richard Carapaz Montenegro \| Movistar Team \| + 5' 44" \| \| \| 5è \| Domenico Pozzovivo \| Bahrain-Merida \| + 8' 03" \| \| \| 6è \| Peio Bilbao López de Armentia \| Astana \| + 11' 50" \| \| \| 7è \| Patrick Konrad \| Bora-Hansgrohe \| + 13' 01" \| \| \| 8è \| George Bennett \| LottoNL-Jumbo \| + 13' 17" \| \| \| 9è \| Sam Oomen \| Team Sunweb \| + 14' 18" \| \| \| 10è \| Davide Formolo \| Bora-Hansgrohe \| + 15' 16" \| \| |                               |                |             |
| |                               |                |             |
| Font: ProCyclingStats |                               |                |             |
| Classificació general |                               |                |             |
| Corredor | Corredor                      | Equip          | Temps       |
| 1r | Christopher Froome            | Team Sky       | 89h 02' 39" |
| 2n | Tom Dumoulin                  | Team Sunweb    | + 46"       |
| 3r | Miguel Ángel López Moreno     | Astana         | + 4' 57"    |
| 4t | Richard Carapaz Montenegro    | Movistar Team  | + 5' 44"    |
| 5è | Domenico Pozzovivo            | Bahrain-Merida | + 8' 03"    |
| 6è | Peio Bilbao López de Armentia | Astana         | + 11' 50"   |
| 7è | Patrick Konrad                | Bora-Hansgrohe | + 13' 01"   |
| 8è | George Bennett                | LottoNL-Jumbo  | + 13' 17"   |
| 9è | Sam Oomen                     | Team Sunweb    | + 14' 18"   |
| 10è | Davide Formolo                | Bora-Hansgrohe | + 15' 16"   |